# Vance Packard
Vance Packard (Granville Summit, Pennsilvània, 22 de maig de 1914 - Martha's Vineyard, 12 de desembre de 1996) fou un economista, sociòleg i escriptor estatunidenc. Va investigar sobre el sistema de consum nord-americà i els seus excessos, els mètodes psicològics de venda i els efectes de la publicitat sobre la població.

## Biografia
Els seus pares Philip J. Packard i Mabel Case Packard gestionaven una explotació agrícola que pertanyia a la Universitat Estatal de Pennsilvània. El 1932, Vance Packard començà a cursar Estudis Anglesos en la mateixa universitat. Es graduà el 1936 i obtingué després un màster a l'escola de periodisme de la Universitat de Colúmbia. El 1937, esdevingué reporter per del diari Boston Daily Record. El 1938 es casà amb Virginia Matthews.
El 1940 es convertí en reporter per l'Associated Press, i el 1942 per The American Magazine. A partir de 1956 es dedicà exclusivament a l'escriptura de llibres. El 1957 es publicà el seu primer gran llibre, The Hidden Persuaders, en què fa una anàlisi rigorosa de la moral i interessos de l'american way of life, el qual suscità un gran interès a nivell internacional, impulsant així la seva carrera d'autor intel·lectual. D'aquest llibre es van vendre més d'un milió de còpies als Estats Units.

## Pensament
Vance Packard va ser el primer pensador nord-americà que va denunciar les tècniques de manipulació mentals i psicològiques amb el seu llibre The Hidden Persuaders. Va posar especial èmfasi sobre els nous mètodes de persuasió introduïts per la televisió com els missatges subliminars. James Vicary, investigador de màrqueting sobre el qual es basava Packard va constatar que la introducció de missatges subliminars com «Begueu Coca-Cola» havien fet augmentar les vendes del refresc carbonatat un 15%. Aquest llibre, best-seller en els anys 1950 als Estats Units, va inspirar el naixement del moviment pels drets dels consumidors i encara avui serveix de referència per a la denúncia dels excessos consumistes.
El 1964, Packard publicà un altre llibre important, The Naked Society, que té per tema la vigilància a la qual està sotmesa la població per la policia i sobretot per les empreses mitjançant la recollida de dades personals. Packard no dubtà en comparar la societat contemporània amb les obres d'anticipació de George Orwell i Aldous Huxley: 1984 i Un món feliç.

## Obra publicada
- 1946: How to Pick a Mate
- 1950: Animal IQ: The Human Side of Animals
- 1957: The Hidden Persuaders. ISBN 0-671-53149-2
- 1959: The Status Seekers
- 1960: The Waste Makers
- 1960: Oh, Happy, Happy, Happy
- 1962: The Pyramid Climbers
- 1964: The Naked Society
- 1968: The Sexual Wilderness
- 1972: A Nation of Strangers
- 1977: The People Shapers
- 1983: Our Endangered Children
- 1989: The Ultra Rich: How Much Is Too Much?